# Drymonia (Gesneriaceae)
Drymonia es un género con más de 140 especies de plantas herbáceas perteneciente a la familia Gesneriaceae. Es originario de América.

## Descripción
Son subarbustos o lianas de hábitos terrestres o epífitas. Con tallos cuadrangulares o cilíndricos, trepadores de hasta a 5 m de largo, ramificados o no, a menudo con propagación a lo largo de raíces adventicias en los entrenudos. Las hojas son opuestas, pecioladas,  membranosas o raramente coriáceas. Las inflorescencia es axilar en cimascon  1  a varias. Las flores a menudo de colores brillantes y llamativos. Sépalos a menudo grandes y de color o como la hoja, libre o poco connados en la base, desigual con el más corto hacia arriba. Corola oblicua en el cáliz, por lo general y más amplia forma de embudo hacia la boca. El fruto es una cápsula carnosa de color naranja con vivos reflejos de color púrpura. El número de cromosomas: 2n = 18.

## Distribución y hábitat
Se distribuyen a lo largo del neotrópico, con centro de distribución en Colombia y Ecuador. Son arbustos de hábitos terrestres epífitas que crecen en tierras bajas y bosques de montaña.

## Etimología
El nombre del género deriva del griego δρυμος  drymos = ‘(roble) de madera’, en alusión a la planta que crece en los árboles en los bosques.

## Especies seleccionadas
| - Drymonia aciculata - Drymonia affinis - Drymonia alloplectoides - Drymonia anisophylla - Drymonia antherocycla - Drymonia anti-rrhina |